# Plechový bubínek
Plechový bubínek (německy Die Blechtrommel) je román z roku 1959 německého spisovatele Güntera Grasse.
Hlavní postavou rozsáhlého díla odehrávajícího se v 1. polovině 20. století je Oskar Matzerath. Román ukazuje obraz pokřiveného světa, díky Oskarovu pohledu vystupuje jasně nesmyslnost mnohého lidského jednání. Sám hlavní hrdina Oskar často reaguje na nenávist nenávistí a na zlo zlem.
Velmi důležitá je jazyková stránka díla. Kniha je bohatá na slovní hříčky, metafory, symboly. Zdánlivě důležité události – vražda, smrt, válka – jsou znázorněny jako banální všednosti a získávají tak komický nádech.
V roce 1979 román zfilmoval německý režisér Volker Schlöndorff.

## Námět
Celá kniha je rozdělena na tři části. V úvodní části popisuje Oskar život svůj a své rodiny ve městě Gdaňsku do začátku druhé světové války. Druhá část se zabývá Oskarovými eskapádami během druhé světové války, včetně jeho působení v Bebrově frontovém divadle (Bebra je lilipután, Oskarův učitel a vzor). Třetí část líčí útěk Oskara s jeho nevlastní matkou Marií a bratrem Kurtem na západ do Düsseldorfu a poválečný život.

## Děj
Oskar zpětně, z postele Léčebného a zaopatřovacího ústavu, vypráví celý svůj život. Začíná u své babičky Anny Koljaiczekové, vypráví příběh své maminky Anežky, věčně rozpolcené mezi dvěma muži – svým bratrancem Janem Bronskim a zákonným manželem Matzerathem – a dostává se ke svému narození. Malý Oskar se narodil jako dítě s mozkem dospělého. I když to nedával najevo, jeho myšlenkové pochody byly už od narození na poměrně vysoké úrovni. Oskar už tedy docela brzy poznal a prokoukl svět dospělých a rozhodl se, že do něj nechce nikdy vstoupit; do svých třetích narozenin žil toliko jen díky příslibu plechového bubínku. O svých třetích narozeninách si umínil, že přestane růst a tak se také stalo. Ještě jedna zlomová událost se odehrála o Oskarových třetích narozeninách – dostal svůj první plechový bubínek. Oskárek zůstává liliputem, předstírá zaostalost a jako se zpomaleným je s ním také jednáno. S okolím komunikuje přes svůj plechový bubínek, na kterém neustále vyluzuje nejroztodivnější zvuky. Když se někdo pokusí Oskarovi bubínek sebrat, tak použije chlapec svou tajnou zbraň – neobyčejně vysoký hlas, který rozbíjí sklo. Díky své předstírané retardaci si Oskar udržuje odstup od dospělých a může svobodně myslet. Žije ve svém vlastním světě, kde neplatí obyčejné lidské zákony, ale hlavním pravidlem jsou Oskarovy osobní přání a touhy.
Podivné dítě Oskar s mozkem dospělého člověka a bubínkem v náručí prochází pozoruhodným, bizarním, tragickým životem. Ukazuje nám rub i líc svobodného města Gdaňsku a později pak poválečného Düsseldorfu. Oskar sám sebe považuje za následníka Ježíše, ve svém prazvláštním životě touží po nových zkušenostech, životních i sexuálních, vše sebeironicky a s nadsázkou komentuje.
Oskar má částečnou vinu na smrti několika blízkých lidí. Po smrti svého otce Matzeratha, kterou sice zavinil, ale rozhodně si ji neklade za vinu, se rozhodne vyrůst. Povyroste sice, ale stane se hrbáčem, což ho nadále odděluje od běžné společnosti. V těchto podmínkách se přestěhuje s nevlastní matkou (dříve milenkou) Marií a malým bratrem do Düsseldorfu. Svého nevlastního bratra považuje za své dítě a je zklamán, když zjišťuje, že toto dítě je "jen obyčejné dítě". Proslaví se jako vynikající bubeník, který svými písněmi vrací publikum do dětství. Pak je na vlastní žádost obviněn z vraždy, kterou nespáchal, shledán nezpůsobilým a umístěn do Léčebného a zaopatřovacího ústavu. Děj končí v den Oskarových třicátých narozenin, kdy za ním přijdou na návštěvu přátelé a advokát s oznámením o obnově procesu.